# 西中野停留場
西中野停留場（にしなかのていりゅうじょう）は、富山県富山市西中野町にある、富山地方鉄道富山軌道線本線の停留場である。駅番号はC05。
富山県道43号富山上滝立山線上の併用軌道に設置されている。

## 歴史
- 1913年（大正2年）9月1日：富山電気軌道の停留場として開業[2]。
- 1920年（大正9年）7月1日：富山市に譲渡され、富山市営軌道の停留場となる[3]。
- 1943年（昭和18年）
  - 以前：白山社前停留場廃止に伴い西中野停留場を北に移設[2]。
  - 1月1日：路線譲渡により富山地方鉄道の停留場となる[4]。
- 1945年（昭和20年）8月2日：富山大空襲の戦災より休止[5]。
- 1946年（昭和21年）1月14日：南富山駅前 - 富山駅前間復旧に伴い営業再開[6]。

## 停留場構造
相対式ホーム2面2線の地上駅。ホームは千鳥式配置となっている。

## 停留場周辺
- 北陸ビジネス福祉専門学校
- 広貫堂
- 東中野公園（旧 富山市民プール）
- 城南公園
  - 富山市科学博物館
- 富山県道179号三室荒屋富山線

## 隣の停留場
富山地方鉄道
富山軌道線（本線）
小泉町停留場 (C04) - 西中野停留場 (C05) - 広貫堂前停留場 (C06)